# Пайкузе (волость)
Па́йкузе (ест. Paikuse vald) — волость в Естонії, адміністративна одиниця повіту Пярнумаа.

## Географічні дані
Площа волості — 177 км2, чисельність населення на 1 січня 2015 року становила 3634 особи.

## Населені пункти
Адміністративний центр — містечко Пайкузе (Paikuse alev).
На території волості також розташовані 5 сіл (ест. küla):
Васкряема (Vaskrääma), Пилендмаа (Põlendmaa), Сельяметса (Seljametsa), Сілла (Silla), Таммуру (Tammuru).

## Історія
24 жовтня 1991 року Пайкузеська сільська рада була перетворена на волость.